# Dadju
Dadju Djuna Nsungula, semplicemente noto come Dadju o Prince Dadj (Bobigny, 2 maggio 1991), è un cantautore e rapper francese con cittadinanza della Repubblica Democratica del Congo.
È il fratello di Gims.

## Discografia

### Album in studio

#### Solista
- 2017 – Gentleman 2.0
- 2020 – Poison ou antidote
- 2022 – Cullinan

#### Con The Shin Sekaï
- 2016 – Indéfini

#### Con Tayc
- 2024 – Héritage

### Singoli

#### Solista
- 2021 – Mon Soleil (con Anitta)

### Mixtape

#### Con The Shin Sekaï
- 2013 – The Shin Sekaï, Volume 1
- 2014 – The Shin Sekaï, Volume 2

### Raccolte

#### Con The Shin Sekaï
- 2013 – Les Chroniques du Wati Boss volume 1
- 2014 – Les Chroniques du Wati Boss volume 2